# Przełęcz Cumberland

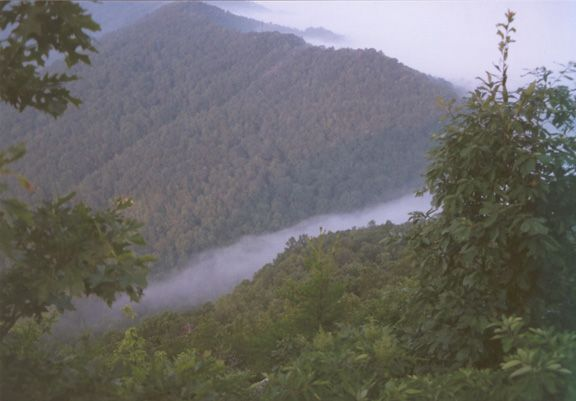
Przełęcz Cumberland we mgle

Przełęcz Cumberland (ang. Cumberland Gap) – przełęcz położona na wysokości 488 metrów n.p.m. w paśmie Cumberland w głównej grani Appalachów. Odegrała ważną rolę w historii osadnictwa w Ameryce północnej, stanowiąc główne przejście przez środkowe Appalachy jako fragment Dzikiej Drogi. Od dawien dawna używana przez Indian, stała się dostępna dla wędrujących na zachód osadników, gdy sławny traper Daniel Boone wraz z grupą trzydziestu kilku drwali poszerzył ją na tyle, że stała się dostępna dla pieszych i konnych wędrowców na szlaku z Kentucky do Tennessee. Poszerzona nieco później, mogła być pokonywana także przez pojazdy dwuśladowe.

## Położenie
Przełęcz Cumberland położona jest na północ od punktu, w którym zbiegają się granice stanów Kentucky, Tennessee i Wirginii. Pobliskie miasteczko Cumberland Gap wzięło swą nazwę od przełęczy.
Przełęcz została uformowana przez płynący na południe prehistoryczny potok, co miało miejsce w czasach wypiętrzania się masywu. Gdy pasmo górskie podniosło się jeszcze bardziej potok zmienił kierunek wpadając do rzeki Cumberland na północy. Przełęcz była wykorzystywana od tysięcy lat przez Indian i stada wędrownych zwierząt.

## Historia

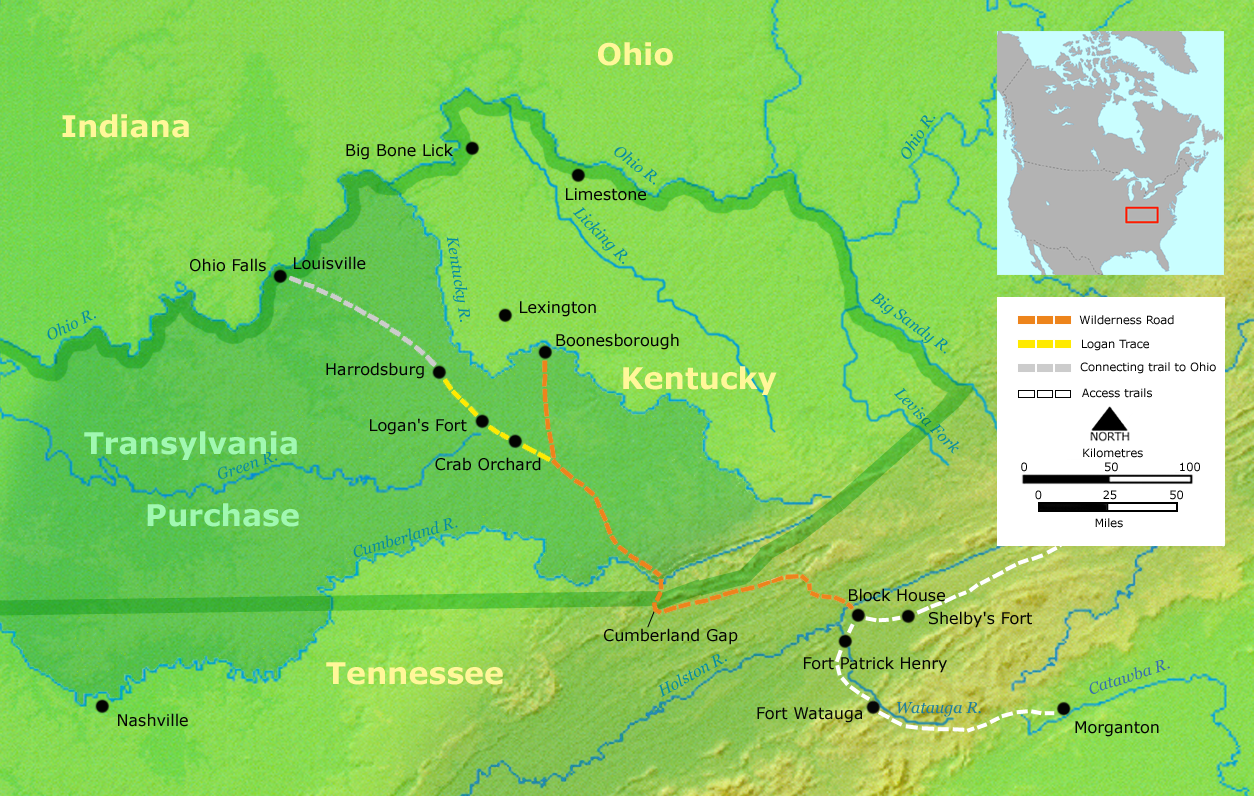
Mapa przedstawiająca Dziką Drogę i przełęcz

Nazwa przełęczy pochodzi od Wilhelma Augusta, księcia Cumberland, którego imieniem nazwano wiele miejsc w amerykańskich koloniach po Bitwie pod Culloden. Podróżnik brytyjski Thomas Walker nadał imię rzece Cumberland w roku 1750, a wkrótce potem nazwą tą ochrzczono inne okoliczne punkty na mapie, m.in. przełęcz.
W roku 1775 Daniel Boone na zlecenie Transylvania Company wyrąbał drogę przez przełęcz, czyniąc łatwiejszym przejście z Kentucky do Tennessee. W latach dziewięćdziesiątych XVIII wieku droga została poszerzona, by mogła być przejezdną dla wozów. 
Oblicza się, że przed rokiem 1810 przez przełęcz przeszło od 200 do 300 tysięcy potencjalnych osadników zmierzających do Kentucky i doliny rzeki Ohio.  W dzisiejszych czasach 18 000 samochodów dziennie przejeżdża tunelem przebitym poniżej przełęczy, a historyczny park zwiedza rocznie około 1 200 000 osób.
Przez przełęcz, przed ukończeniem tunelu w roku 1996, przebiegała droga krajowa 25E. W pierwszych latach XXI wieku odtworzono historyczny wygląd przełęczy.